# Bufete de don Rodrigo Calderón
El Bufete de don Rodrigo Calderón es una mesa diseñada para la escritura, de autor desconocido, que perteneció al político y secretario de Felipe III, don Rodrigo Calderón. El tablero, que es lo que se conserva, fue realizado hacia 1615 y está fabricado en piedras semipreciosas como el lapislázuli, el mármol blanco o el mármol verde. Sus dimensiones son de 119 cm x 119 cm y está expuesto en la actualidad en la pinacoteca que lo conserva, el Museo del Prado, con número de catálogo O000498
Su procedencia es la almoneda de Rodrigo Calderón (que también fue conde de la Oliva de Plasencia y marqués de Siete Iglesias), tal y como aparece descrito en el inventario del Alcázar de Madrid de 1636, donde estaba situado en la Pieza Nueva junto a otros enseres como dos espejos, uno de ébano y otro de piedras embutidas. Parece ser que pudo dañarse en el incendio del Alcázar de Madrid en 1734.
Cuando don Rodrigo fue juzgado y posteriormente ejecutado en la Plaza Mayor de Madrid, el 21 de octubre de 1621, no se citó en el juicio aunque sí figura en los inventarios posteriores como el inventario del Alcázar de 1686, en la testamentaría de Felipe V (1747) y en la de Fernando VII (1834).
De estilo naturalista, con flores y pájaros realizados en piedra e insertados a modo de taraceas, sigue el modelo de Jacopo Ligozzi pero sin divisiones geométricas.